# Проезд Артиллеристов (Коломна)
Прое́зд Артиллери́стов — проезд (бывшая улица), протяжённостью около 800 метров, в районе Старая Коломна города Коломны. Проходит от улицы Пушкина до Гончарной улицы, пересекает Арбатскую улицу, Посадский переулок и улицу Островского.

## Происхождение названия
Назван в декабре 1968 года по расположенному здесь Коломенскому высшему артиллерийскому командному училищу. С октября 1921 назывался Красноармейской улицей, так как на ней располагался военный комиссариат Коломны и Коломенского уезда. До октября 1921 года улица называлась Мещаниновской, по находившемуся на нём дому купцов Мещаниновых.

## История
Улица возникла в первой половине XVII века в результате застройки Посада и Гончарной слободы. В 1760-е гг. Коломенский купец И. Т. Мещанинов построил на улице свою усадьбу и разбил большой сад. Вслед за этим возникает ещё несколько усадеб. В результате этого на проезде Артиллеристов оказались сразу три здания в стиле барокко. В 1784 в результате реконструкции города по «регулярному» плану, улицу спрямили и изменили её направление. В начале улицы образовалась небольшая площадь, куда сходится пять улиц, известная как «Пять углов». В 1874 году[уточнить] на улице появилась мужская прогимназия, вскоре преобразованная в полную классическую гимназию. 16 марта 1921 года на улице был открыт первый детский сад. До 1950-х гг. на площади стояла трёхметровая восьмигранная чугунная водоразборная колонка, называемая «шевлягинской».

## Примечательные здания и сооружения
По нечётной стороне:
- № 5 — в доме постройки первой половины XIX века сейчас располагается военкомат.
- № 7 — Городская усадьба Мещаниновых (1760-е гг.). Её занимает Центр беспилотной авиации (до 2008 года здесь располагалось Коломенское высшее артиллерийское командное училище).
- № 11 — Жилой дом первой половины XIX века.
- № 13 — Жилой дом 1860-х гг.

По чётной стороне:
- № 4 — Дом первой половины XIX века; принадлежал купцу Бабаеву, в 70-е годы XIX века здесь разместилась Земская управа.
- № 6 — Городская усадьба Шевлягиных (вторая половина XVIII века)[4].
- № 18 — Жилой дом первой половины XIX века.
- № 20-20а — Городская усадьба второй половины XVIII века.
- № 20 — Церковь Богоявления в Гончарной слободе (1680—1689, перестроена в 1820-х гг.). Колокольня и трапезная (1800—1803).

## Транспорт
Трамвай 5, 9, 10: остановка «улица Левшина». Автобус 1: остановка «Бани».